# Ricky Sprocket
Ricky Sprocket foi uma série de televisão animada vista pela Teletoon no Canadá, Nickelodeon no Reino Unido, Austrália, América Latina, Alemanha, Itália, França, Espanha e Escandinávia e pela Nicktoons Network dos Estados Unidos. A série é sobre uma ator mirim mega-superstar chamado Ricky Sprocket. Foi transmitida em Portugal na RTP 2 sob o nome de Ricky Artista e no Nickeldeon como Ricky Sprocket. Em Portugal, estreou no Nickelodeon a 11 de abril de 2008.
A série conta a história de um garoto com uma vida fora do comum, que tenta administrar o tempo entre a família, os amigos, a escola e conviver com a louca pressão do mundo do entretenimento.

## Episódios

### Primeira temporada
1. The Screen Kiss/The Boy King
2. Great Bowls of Ricky/The Screen Kiss
3. We Are Not Amused/Being Leonard
4. Oh Hap-Pee Day/Ricky for Sale
5. Ethel's New Friend/Vicky Sprocket
6. Monkey See, Monkey Do/Runaway Ethel
7. Double Crossed/Freezer Burn
8. Ricky Sprocket: Halloween Special
9. The Perfect Pitch/In the Drink
10. I Want to Direct/Roy vs. Roy 2
11. The Big Sleepover/The Lie Detector
12. Leonard Gets His Groove Back/Dueling Birthdays
13. The Real Sprocket/A Book at Bedtime

### Segunda temporada
1. A Boy and His Bodyguard
2. Ricky Who?
3. Space Family Sprocket pt 1 and 2
4. Write for the Part
5. The Survivors
6. Ricky Is History
7. The Highest Bidder
8. Ethelebrity
9. Ricky Rolls Over
10. Up, Up and Away pt 1 and 2
11. Ricky Inc.
12. Relative Discomfort
13. Fan Club
14. Grounded